# Andrew Parker, Baron Parker of Minsmere
Andrew David Parker, Baron Parker of Minsmere GCVO KCB (* 8. Mai 1962) ist ein britischer Politiker und ehemaliger Nachrichtendienstmitarbeiter.
Parker studierte Naturwissenschaften am Churchill College der University of Cambridge. 1983 begann er für den britischen Security Service (MI5) zu arbeiten. Von April 2013 bis April 2020 war er Generaldirektor des Geheimdienstes. Parker gehört zu den 89 Personen aus der Europäischen Union, gegen die Moskau in Zusammenhang mit der Annexion der Krim durch Russland  ein Einreiseverbot verhängt hat.
2019 wurde er als Knight Commander des Order of the Bath geadelt. Am 29. Januar 2021 wurde er als Baron Parker of Minsmere, of Minsmere in the County of Suffolk, zum Life Peer erhoben und ist dadurch seither Mitglied des House of Lords. Vom 1. April 2021 bis zum 4. November 2024 hatte er das Hofamt des Lord Chamberlain of the Household inne, bevor er es an Richard Benyon, Baron Benyon abgab. Bei seinem Amtsantritt ernannte ihn Königin Elisabeth II. zum Kanzler und Knight Grand Cross des Royal Victorian Order.